# 柳原利香
柳原 利香（やなぎはら りか、1991年5月5日 - ）は、日本の元女性声優。福岡県出身。EARLY WINGに所属していた。

## 経歴
小学3年生時の担任教師が林原めぐみのファンだったことをきっかけに『らんま1/2』を見始め、テレビアニメに興味を持つようになる。
青二塾大阪校第28期卒業生。2012年4月から2013年10月末まで青二プロダクションジュニア所属後、2015年5月よりEARLY WINGの準所属となり、2019年4月より正所属。
2022年12月26日配信の『チヨリカアレコレ!』にて、2023年3月末をもってEARLY WINGを退所し、俳優業を引退することを発表した。2023年3月27日生配信の同番組への出演が最後となった。

## 人物
趣味はマンホールの蓋の撮影、イラスト、ゲーム。ゲーム『アイドルマスター シンデレラガールズ』での好きなキャラクターは池袋晶葉。
交流を持つ声優に、青二塾で同期生だった大空直美や長久友紀、同じEARLY WINGに所属する都丸ちよ、他に井澤美香子や甘束まおらがいる。
引退を発表した際、「俳優業は10年やって成果が出せなかったら辞めよう」と決めていたことを明かした。

## 出演

### テレビアニメ
- ドラゴンボール改（2014年、街の人）
- 立花館To Lieあんぐる（2018年、祭り客）
- BanG Dream! 3rd Season（2020年、スタッフ）

### ゲーム
- 輝星のリベリオン（2015年、パンドラ、パールヴァティー[8]）
- 閃乱カグラ PEACH BEACH SPLASH （2017年、ザコ敵）
- CARAVAN STORIES（2017年、モコモコ、ウミウシ、ゴースト、ネコ、ペンギン、子ぎつね）

### ドラマCD
2016年
- もういちど、なんどでも。（古藤美恵）
- ミスターコンビニエンス（岡本秋名）

2017年
- セックスフレンズ（女子）
- MODS
- 3分インスタントの沈黙（朔〈幼少期〉）

2019年
- 因果性のベゼ（女の子）
- ノーカラーベイビー（病院スタッフ）
- 暴愛フレンドシップ♥（生徒（舞のクラスメイト））
- ところで今は何番目でしょうか。（レイカ）

### 吹き替え
- 新感染 ファイナル・エクスプレス（2017年）

### デジタルコミック
- 胸が鳴るのは君のせい（2016年、みどり 他）

### インターネットテレビ
- 「アニメミライ2014」アルモニ制作スタッフのニコ生放送（2013年 - 2014年、ニコニコ生放送「アニメミライチャンネル」）メインMC
- チヨリカアレコレ！（2018年 - 2023年、YouTube Live）[15] ※旧番組名「都丸ちよ・柳原利香のアレコレ!」

### 朗読劇
- きばらん会 主催勉強会(という名の朗読会!)「きばッてまッせ!!」（2012年9月14日・15日、お江戸日本橋亭）「ショート ショート」[16]
- 第17回 きばらん会主催勉強会「きばッてまッせ!!」（2013年10月4日・5日、お江戸日本橋亭）「あんがと」[17]
- 第一四七回「ごんべん」－銀河万丈読み語り－（2014年12月21日、EDIH富ヶ谷ビル さくらんぼ）「聖なる晩餐」

### その他コンテンツ
- アニメミライ2014 公式リポーター（ウルトラスーパーピクチャーズ「アルモニ」担当）[4][18]
- Project VxV（2018年、菖蒲いつか）
- 映画「クラユカバ」PR動画「でくの座」（2018年 - 2020年、赤フク、白キチ）

## ディスコグラフィ

### 歌手参加作品
| 発売日        | 商品名      | 歌                 | 楽曲            | 備考                                                 |
| ------------- | ----------- | ------------------ | --------------- | ---------------------------------------------------- |
| 2019年4月13日 | Pic Shooter | 都丸ちよ、柳原利香 | 「Pic Shooter」 | Web番組『都丸ちよ・柳原利香のアレコレ!』テーマソング |

## イベント

### その他
- 闘会議2018・リアルクトゥルフ神話TRPG「女性声優によるゲーム体験＆最後だからネタバレしちゃうよ生放送」（2018年2月11日、幕張メッセ（千葉県））ゲスト出演[19]
- 都丸ちよ・柳原利香のアレコレ! 1st EVENT（2018年10月6日、阿佐ヶ谷ロフトA（東京都））[20]
- 都丸ちよ・柳原利香のアレコレ! 2nd EVENT（2019年4月13日、東京アニメ・声優専門学校 北葛西校舎（東京都））[21]